# 朱迪矩陣
朱迪矩陣（Judy array）是一个计算机科学和软件工程学中的名词，是一种高性能、低内存消耗的数据结构，实现了关联数组的功能。与普通数组不同，Judy array可以是稀疏的，这一点更像是散列表，而非数组。Judy array可以用整形或字符串作为键值来存储、查询数据，它最大的优势是可动态自动扩展，高性能，节省内存并且易于使用。
由于Judy array在操作速度和内存使用上都非常高效，同时并不需要特殊配置或初始化，使得它可以用来替换掉多种常见数据结构，例如跳跃列表,链表,二叉树,B树,散列表，而且judy array在海量数据集上的表现比那些数据结构更好。
粗略地讲，Judy array像是一个高度优化了的256叉树，为了节省内存，它使用了超过20种不同的压缩技术来压缩树节点。.
Judy array 是Douglas Baskins发明的，他用自己妹妹的名字命名了这种数据结构。

## 术语
容量、用量、密度 这三个概念是传统树形结构中很少使用，但在Judy array中反复使用的。
这个的概念的定义如下：
1. 容量 可以理解为Judy Array在不扩展内存使用的情况下所能维护的数据量，也可以是某个节点的，视乎上下文。
2. 用量 已经存储的数据量，既可以描述整个Judy Array的数据量，也可以是某个节点下的。
3. 密度 用来描述数据存储的密集程度， 密度 = 用量/容量

## 优势

### 内存分配
Judy array是没有容量限制的，所以也不用事先分配好存储空间，它可以根据用量动态决定生长或收缩内存使用，来支撑海量数据存储。其存储能力仅受到计算机内存容量的限制。 Judy array的内存用量与其存储的数据用量基本呈线性关系。

### 速度
Judy array在设计上就力争保持尽可能高的CPU缓存命中率，为了达到这个目标，其内部算法十分复杂。由于有了这些针对性的优化，使得Judy array在运行速度上十分高效，有时甚至超过散列表，尤其是在处理大数据集的时候。由于Judy array是依托树 (数据结构)形结构设计的，其内存消耗比散列表小很多，同样是拜树形结构所赐，使得它可以完成键值的顺序遍历，这一点在散列表中是不可能的。

## 算法
从Judy array的发明者所撰写的简介以及其他一些相关的中文论文中看，设计中使用了多种的压缩思想与压缩算法，根据不同的密度情况，选择不同的压缩方式，以期尽可能节省内存，降低实际存储中的稀疏情况，我猜测，这能够在缓存命中率上带来不少提升，进而提升效率。
看到的算法思路包括：
- 对于密度很高，空洞很少的节点，使用位图（bitmap）来存储。
- 对于密度很低的情况，只存储出现的键值
- 对于密度极低的情况，使用类似于字典树的结构，跨层压缩数据。